# Виктор Кроули
«Виктор Кроули» (англ. Victor Crowley), также известный как «Топор IV» — американский комедийный слэшер, созданный Адамом Грином. Сиквел фильма «Топор III» (2013) и четвёртый фильм одноимённой франшизы. Кейн Ходдер и Парри Шен вернулись к своим ролям Виктора Кроули и Эндрю соответственно из предыдущих фильмов. 
Сюжет четвёртого фильма вращается вокруг небольшой группы людей, которые терпят крушение самолёта и падают в болото. К их несчастью, в этом болоте обитает таинственный маньяк Виктор Кроули, который хочет изничтожить всех незваных гостей.
Премьера фильма состоялась в августе 2017 года в качестве одиночного тайного показа. Полноценная премьера в кинотеатрах состоялась 5 октября 2017 года. 
Фильм столкнулся с неоднозначной критикой со стороны зрителей и критиков.

## Сюжет
Действие четвёртого фильма разворачивается спустя 10 лет после событий «Топора». Эндрю Йонг, единственный выживший в резне, устроенной маньяком Виктором Кроули в 2013 году, узнаёт от своего публициста Кэтлин, что ему предложили специальное интервью для документального сериала о преступлениях, но продюсеры настояли на том, чтобы интервью проходило на болотах, в которых обитает Кроули. Сначала Эндрю наотрез отказывается от этой затеи из-за страха перед Кроули, но когда его гонорар повышают до 1 миллиона долларов, он соглашается поехать. 
Некоторое время спустя Эндрю и Кэтлин отправляются в полёт на частном самолёте. Там Эндрю узнаёт, что интервью будут вести его бывшая жена Сабрина, звукооператор Остин, видеооператор Кейси, визажист Джей и ассистент продюсера Зак. Во время полёта происходит авария, из-за которой один из двигателей самолёта взрывается и самолёт терпит крушение на болотах. 
Тем временем небольшая группа людей, состоящая из девушки Хлои, её бойфренда Алекса, её лучшей подруги Роуз и их гида Диллона, готовится снимать трейлер к фильму, основанному на резне Кроули. Роуз проводит небольшое расследование и открывает несколько видео на YouTube, на которых люди читают специальное тёмное заклинание, вернувшее Кроули к жизни. Друзья становятся свидетелями крушения самолёта, после чего Роуз и Диллон уходят на разведку, в то время как Алекс и Хлоя остаются на месте. 
Придя на место крушения, Диллон и Роуз видят, что во время крушения пилоты самолёта, Зак и Джей погибли, в то время как Кейси застревает под сиденьем самолёта. Ситуация усугубляется тем, что в корпусе самолёта появляется дыра, из-за которой внутрь начинает литься вода, которая может утопить Кейси. Тем временем телефон Роуз, забытый ей, случайно включает видео, на котором преподобный Зомби произносит заклинание, которое воскрешает Кроули. Маньяк натыкается на Алекса и Хлою и убивает Алекса, оторвав его голову молотком. Хлое удаётся сбежать от маньяка и добраться до обломков самолёта, но Кроули настигает девушку, серьёзно ранит её и оставляет на открытой местности в качестве приманки. 
Члены экипажа самолёта становятся свидетелями нападения, после чего Кэтлин паникует и выбегает из самолёта. Остин пытается её остановить, но Кроули убивает его, отрезав ему скальп топором. Затем маньяк настигает Кэтлин, отрывает ей руку и протыкает ею тело Кэтлин, убивая тем самым и её. Затем Кроули добивает Хлою, втоптав её голову в землю, и нападает на самолёт, заставляя его погружаться в болото. Из-за мощного прилива воды Кейси, не способная выбраться из-под сиденья, трагически погибает от утопления. 
Диллон запирается в кабине самолёта и пытается вызвать помощь по радио, в то время как Эндрю, Роуз и Сабрина тайно выбираются из самолёта и разбегаются, пока Кроули пытается прорваться внутрь самолёта. Поняв, что самолёт пуст, Кроули выходит наружу и настигает Сабрину, убивая её топором. Диллон запускает второй двигатель самолёта и воссоединяется с Эндрю и Роуз. На место прибывает Кроули, но Эндрю нападает на маньяка и толкает его прямо в двигатель, однако Кроули успевает среагировать и избежать попадания в лопасти. Диллон жертвует собой и бросается прямо в двигатель вместе с Кроули, в результате чего их обоих разрывает на кусочки. 
На следующий день Мэрибет Данстен, ещё одна заклятая врагиня Кроули, смотрит новости о крушении самолёта. Когда корреспонденты обнаруживают несколько трупов, не имеющих никакого отношения к катастрофе, Мэрибет понимает, что Кроули жив. Девушка достаёт дробовик и клянётся найти Кроули и отомстить.

## В ролях
| Актёр              | Роль               |
| ------------------ | ------------------ |
| Парри Шен          | Эндрю Йонг         |
| Кейн Ходдер        | Виктор Кроули      |
| Лаура Ортис        | Роуз               |
| Дейв Шеридан       | Диллон             |
| Кристал Джой Браун | Сабрина            |
| Фелисса Роуз       | Кэтлин             |
| Брайан Куинн       | Остин              |
| Тиффани Шепис      | Кейси              |
| Чейз Уильямсон     | Алекс              |
| Кэти Бут           | Хлоя               |
| Келли Врумэн       | Сью                |
| Джона Рэй          | Дэл                |
| Тайлер Мэйн        | Бернард            |
| Блейк Вудрафф      | Зак                |
| Даниэль Харрис     | Мэрибет Данстен    |
| Тони Тодд          | преподобный Зомби  |
| Адам Грин          | пилот Крейг Борден |
| Джо Линч           | пилот Мэтью Уотерс |

## Производство
В ноябре 2015 года появилась новость о том, что в разработке находится четвёртый фильм франшизы «Топор». Также были слухи, что создатель франшизы, Адам Грин, предложил идею, похожую на фильм «Кошмар на улице Вязов 7: Новый кошмар», однако студия эти слухи опровергла. Чуть позже Грин заявил, что четвёртого фильма не будет, однако вскоре режиссёр Джордж Ромеро убедил Грина снять квадриквел. После разговора с Ромеро Грин сразу же приступил к работе над сценарием «Топора IV».
Съёмки фильма проводились в строжайшем секрете. Производство фильма длилось 11 дней, с учётом одного дня, который был потрачен из-за полного разрушения декораций фильма. Кейн Ходдер, Парри Шен, Лаура Ортис, Дейв Шеридан и Брайан Куинн были представлены как главные актёры в августе 2017 года.
В июле 2017 года было объявлено, что оригинальный фильм «Топор» будет показан на кинофестивале FrightFest в августе 2017 года в честь 10-летия франшизы. Однако вскоре стало известно, что на самом деле повторный показ оригинального «Топора» был лишь прикрытием для премьеры «Виктора Кроули». Чуть позже Грин охарактеризовал производство квадриквела так: «Я очень рад сотрудничеству с Dark Sky Films и возвращению Виктора Кроули поклонникам ужасов по всему миру. Воссоздание франшизы к его десятой годовщине было нашим способом сказать спасибо всем фанатам франшизы и за её пределами, кто поддерживал эту серию с момента его создания. Эта кровавая бойня — для всех вас».

## Критика
На сайте-агрегаторе Rotten Tomatoes фильм получил положительную оценку в 67 % на основе 15 рецензий со стороны критиков.
Брэд Миска из Bloody Disgusting дал фильму отрицательную оценку, сказав: «Хотя „Топор“ с тех пор стал культовой франшизой, ни одно из продолжений не смогло воссоздать магию первого фильма. Последний, „Виктор Кроули“, пожалуй, худший из всех».
Стив Бартон из Dread Central поставил фильму положительную оценку в 4 балла из 5, заявив, что «„Виктор Кроули“ — это остроумно написанный, возмутительно смешной и невероятно кровавый фильм, который является не чем иным, как подарком для поклонников слэшеров, которые ценят все эти фильмы, обёрнутые внутренностями с большим запасом галлонов крови».

## Сиквел
В январе 2018 года стало официально известно, что Адам Грин начал работу над «Топором V». Сам Грин заявил, что пятый фильм будет кардинально отличаться от четырёх предыдущих, так как, по его задумке, в новом фильме Виктор Кроули уйдёт из своего болота и попадёт в густо населённый город. 
В октябре 2019 года актриса Даниэль Харрис подтвердила, что в разработке находятся сразу два новых фильма франшизы, которые должны выйти друг за другом.
В мае 2020 года Грин объявил, что выход «Топора V» довольно вероятен благодаря успеху «Виктора Кроули».